# Гуидо Гоцано
Вижте пояснителната страница за други личности с името Гуидо.
Гуидо Густаво Гоцано (на италиански: Guido Gustavo Gozzano) е италиански поет и писател. Считан е за най-висш представител на постдекадентското литературно течение на т. нар. „поезия на здрача“ (на италиански: crepuscolarismo).
Символ на поезията на здрача е неговото стихотворение „Г-ца Щастие или Щастието“, в което присъстват основните теми на това движение: болестта, противопоставянето на канона на Габриеле д'Анунцио, отхвърлянето на ролята на поета, очарованието на баналното ежедневие, самоиронията.
Приживе Гоцано публикува две важни свои стихосбирки: „Пътят на убежището“ (1907) и „Беседите“ (1911), както и сборника с приказки „Трите талисмана“ (1914). Светът, който описва в поезията си, е провинциален и дребнобуржоазен, и на него той гледа хем с любов, хем с известна иронична безпристрастност. По време на престоя си в Индия той пише и серия от разкази, събрани в посмъртната му книга „Към люлката на света“ (1917).

## Биография

### Произход и ранни години
Гоцано е роден на 19 декември 1883 г. в град Торино (Кралство Италия) в къщата на родителите си на ул. Бертолоти 2. Произхожда от заможно семейство от градчето Алие. Дядо му д-р Карло Гоцано е богат буржоа, притежател на доста земи и вили в Алие, лекар от Кримската война, близък приятел на Масимо д'Адзельо и любител на романтичната литература на епохата.
Синът му Фаусто (1839 – 1900) – бащата на Гуидо е инженер, строител на железницата на Канавезе, която свързва град Торино с долините на Канавезе. След смъртта на първата му съпруга, от която има пет дъщери: Ида, Фаустина, Алда, Биче и Тереза, Фаусто се жени през 1877 г. за 19-годишната девойка от Алие Диодата Маутино (1858 – 1947), майка на Гуидо. Тя е жена с артистичен темперамент, любителка на театъра и актриса аматьорка. Диодата е дъщеря на сенатор Масимо – друг богат земевладелец, собственик на стара благородническа къща в Алие и на близката до нея вила „Ил Мелето“, която има малък парк, обграждащ малко езеро с островче. От този втори брак се раждат Ерина (1878 – 1948), преждевременно починалите Артуро и Карло, както и Гуидо, и Ренато (1893 – 1970).
Гоцано е кръстен е в близката църква „Св. Барбара“ на 19 февруари с личните имена Гуидо Давиде Густаво Рикардо. Силно свързан с Торино, той живее в четири различни къщи в родния си град.
Посещава основното училище на варнавитите, а след това и училище „Чезаре Балбо“ с помощта на частен учител поради незаинтересоваността му от учебния процес.
Престоят му в гимназията е още по-труден. През 1895 г. е записан в Класическа гимназия „Кавур“, но след две години е изключен и е изпратен да учи в колежа „Рамоино“ в град Кивасо. През 1898 г. се връща да учи в Торино, където през март 1900 г. баща му умира от пневмония. На годишнината от смъртта му на Великден 1901 г., на 17-годишна възраст, Гоцано пише първото си известно стихотворение, посветено на майка му: „Романтични пролети“, публикувано посмъртно през 1924 г. От многото писма до неговия приятел и съученик Еторе Кола стават ясни причините за училищните затруднения на Гоцано, който е много по-заинтересован от пакостите отколкото от училището.
След още две училища през октомври 1903 г. той окончателно завършва Националния колеж в Савиляно. През същата година публикува първите си стихотворения в торинското списание „Петъкът на Графинята“, в които влиянието на Габриеле Д'Анунцио се усеща още в заглавията: „Упадащата девица“, „Увещанието“, „Удоволствието от плаването“, „Параболата на есента“, „Върховно спокойствие“ и „Възхвала на майката“, както и разказа „Разходката“.

### Клуб „Културно дружество“
Въпреки че се записва в Юридическия факултет на Торинския университет, Гуидо предпочита да посещава залата за танци на студентския клуб Gaudeamus igitur. Първоначално той се посвещава на поезията, като подражава на Габриеле Д'Анунцио и на мита му за денди. Впоследствие открива лириката на Джовани Пасколи и това го приближава до кръга от интимни поети, впоследствие наречени „поети на здрача“, обединени от вниманието към „добрите неща с лош привкус“ с някой и друг намек за естетизъм, и към „прогонената смет, толкова мила на моята Муза“, както иронично казва творецът. В този процес той е повлиян от професора и поета Артуро Граф, на чиито литературни курсове присъства. Неговият вдъхновен от Джакомо Леопарди песимизъм е смекчен от една духовна форма на социализъм – комбинация, доста обичана от младите торински интелектуалци, които виждат в нея „антидот“ на стила на Габриеле Д'Анунцио. Граф помага на Гоцано да се отклони от канона на Д'Анунцио, проникнал в ранните му творби, като се завърне към източниците и се посвети на задълбоченото проучване на поезията на Данте Алигиери и на Франческо Петрарка, което спомага и за усъвършенстването на неговата поетическа чувствителност.
Друго обичано от Гоцано по онова време място е седалището на „Културно дружество“ – клуб, първоначално разположен в Националната галерия на ул. Рома, а от 1905 г. – на днешната ул. Чезаре Батисти до Палат Кариняно. Основан през 1898 г. от група интелектуалци, сред които Луиджи Ейнауди, Гулиелмо Фереро, Гаетано Моска, Джовани Вайлати и астрономът Франческо Поро де' Соменци, дружеството цели да е циркулираща библиотека, която да доставя най-новите литературни публикации, читалня за вестници и списания и място за конференции и разговори, следвайки един позитивистичен поглед към циркулацията на културата, съставен от педагогически намерения и обмен на професионален опит. Сред по-възрастните и вече утвърдени посетители от културния пейзаж на епохата е литературният критик и директор на Галерията за модерно и съвременно изкуство Енрико Товес, писателите Масимо Бонтемпели, Джовани Чена, Франческо Пастонки, Ернесто Рагацони, Карола Проспери, филологът Густаво Балсамо Кривели, професорите Дзино Дзини и Акиле Лория и понякога Луиджи Пирандело; непосредствено след войната в него участват, с различен дух и намерения, Пиеро Гобети, Лионело Вентури и Феличе Казорати.
В клуба Гоцано става, според думите на приятеля му журналист Марио Баси, лидер на една „луда банда“ от младежи, съставена от журналиста Марио Вуляно и от литературните дейци Карло Калкатера, Салватор Гота, Атилио Момиляно, Карло Валини, Марио Долиоти (бъдещ отец Силвестър – бенедиктинец в Субиако, който му помага в духовно отношение на смъртното му легло). Тази група нарушава научния мир на членовете на клуба с шумни разговори на висок глас и с импровизирани шеги, което е в контраст с образа на Гоцано, обичайно описван като резервиран младеж с аристократични черти, мил, усмихнат и рядко смеещ се. Мнението на поета за клуба не е много ласкателно: „Култура! Когато ми говорите за него, усещам мириса на някакви отходни тръби, подредени за реставрация“, но клубът му дава възможност да направи познанства, които ще му бъдат полезни както в културната му ориентация, така и в популяризирането на стиховете му. Той моли професора по философия Дзино Дзини да му разясни фигурите на Ницше и на Шопенхауер, в които трябва да се търси „истината, която не е религиозна“ – фигури, които са в унисон с неговото бунтарско декадентство.
Все пак у Гоцано, наред с неговата по-сериозна позиция в светските взаимоотношения, бавно съзрява и едно по-внимателно отношение към поетическите ценности на писането, което е благоприятствано от познанията му за модерните френски и белгийски поети Франсис Жам, Морис Метерлинк, Жул Лафорг, Жорж Роденбах, Пол Верлен и Сюли Прюдом, от Артуро Граф с неговите „Горски рими“ и от влиянието на Джовани Пасколи.

### „Пътят на убежището“ и критическа оценка
През 1906 г. в Културното дружество Гоцано се запознава с писателката и поетесата Амалия Гулиелминети, с която през 1907 г. започва връзка, продължила 1 – 2 години. Въпреки това двамата си кореспондират до края на живота му. Техните любовни писма от периода 1907 – 1909 г. са публикувани през 1951 г. като Lettere и разкриват дълбоката и нежна любов, от която Гоцано се опитва на моменти да се отърси, предпочитайки по-сигурното „литературно приятелство“.
1906 г. е посветена на проекта му за колекция на произведенията му в собствена книга, за което са нужни корекции, преработки и премахване на стихове, които вече не са му присърце. Резултатът е стихосбирката „Пътят на убежището“, издадена с финансовата помощ на майка му през април 1907 г. с много печатни грешки, което налага препечатката ѝ през август. В нея влизат 30 стихотворения, сред които и едноименното му произведение, което дава заглавието на книгата, както и „Двете улици“ и „Приятелката на баба Надежда“.
Книгата е приветствана от повечето литературни критици с изключение на Итало Марио Анджелони, който на 7 април 1907 г. пише в католическия ежедневник „Моментът“:
| „ | Душата на поета ... символизира правдиво зданието и плода на една извратена култура. Един талант, възпитан в най-деликатните идеи, е затворен тук в навярно болно тяло, със сигурност развратено от най-интелектуалния и изискан хедонизъм, който наистина е морфинът на много последователи на модерния живот. Това е една калпава душа, заслужаваща бурен и искрен упрек... | “ |

Анджелони пише също, че Гоцано
| „ | е добър в дъното на душата си... но му липсва каквато и да е воля. Той пише неща с неописуема деликатност, така че много писатели биха му завидели за малките поеми като „Приятелката на баба Надежда“. | “ |

В своя бележка от 20 април ръководството на вестника определя думите на Анджелони като „тежки, но не груби“ и дори дефинира стихосбирката на Гоцано като книга „белязана от такава долна мръсотия и низост, че всякаква следваща критична преценка трябва да се счита за безполезна“. На 29 август Рина Мария Пиераци в списание Il Caffaro укорява „неразумния критик" за това, че е оценил жестоко поета и вместо това определя поезията на Гоцано като „чиста жилка изворна вода", а Гоцано – като „едно от цветята, предназначени да дадат плод: той е „такъв, какъвто е“ както в духа, така и във формата, която не имитира и не напомня на никому другиго – нещо с доста висока стойност във времена, в които „школата“ е на мода..."
На 10 юни Гоцано пише на Анджелони от Лигурия, за да предложи на вниманието му новата книга на Амалия Гулиелминети „Лудите девици“, иронизирайки относно дискусиите, последвали статията на критика:
| „ | [Плажът] е толкова възхитително християнски със своите манастири на кларисинките и на бенедиктинците... Бенедиктинците ме познават и знаят, че не вярвам в Бога, но въпреки това ме обичат и не ме смятат за мръсник; те са много по-образовани и много по-малко цинични от ръководството на в. „Моментът“. (А Вие, горки ми Анджелони, как се чувствате след тази корекция? Кажете ми нещо за това!). | “ |

Положителна е и рецензията на Франческо Киеза, публикувана на 15 май 1907 г. в колонките на списанието от Тичино „Свободни страници“, който обаче също не спестява някои критики:
| „ | Като произведения на изкуството стиховете на Гуидо Гоцано не са лишени от недостатъци и грешки. Грешки в изразяването: невъзможно е да приемем „лукавите аромати“ [„Непросветения“, L'analfabeta], „вертикално разпръснати стада“ [„Двата пътя“, Le due strade], пътят, изглеждащ „като тънка ивица алабастър“ [Пак там]. Грешки в прозодията, сред които на първо място неспазване на правилото на елизията. Понякога речта ослабва в твърде лесното изобилие. Понякога скептицизмът, поначало дискретен и симпатичен, става брутален, чужд на каузата на изкуството... Но колко жизненост на таланта [има] в стихотворенията, в които авторът не се стреми, заради любов към ексцентричността, да наруши хармонията на чувствата си! Каква интимна смесица от меланхолия и остроумие, спомен и желание, елегия и популярна песен в доста от тези композиции! | “ |

Според критика Джузепе Де Паоли в бр. 1 на сп. „Латински преглед" от 1 юни 1907 г. Гоцано е
| „ | ...поетът на пътешествениците, които с душа, озарена от спомени и изпълнена със съжаления, търсят в грубите гори на живота пътя, който води до спокойното убежище на мира и спокойствието... поезия на мисълта..., подхранвана от фина жилка песимизъм... Стихът винаги е аристократичен и стабилен, и знае как елегантно да се огъва в много най-разнообразни форми. Стихотворението „Приятелката на баба Надежда“ е с несравнима грация и изящество: то може да се равнява, без по нищо да отстъпва, на доста сладките къси поеми на Франсис Жам. | “ |

Иглежда, че Де Паоли не съзира иронията, която е в основата на този свят на чувствата и която прави Гоцано по същество, ако не и по форма толкова далечен от френския поет Франсис Жам. Бъдещият министър на фашисткия режим Луиджи Федерцони в дългата си статия „Литературни разговори. Сантиментална ирония“, публикувана на 10 юни във вестник Il Resto del Carlino с псевдонима Джулио Де Френци, пише:
| „ | Гуидо Гоцано е поетът на сантименталната ирония: той е човек, който се радва да гледа вътре в душата си, дискретен и доброжелателен зрител на собствените си емоции, човек, който се отдава на илюзии и страда от много носталгия, като същевременно не пренебрегва съмнителната стойност и на двете, любопитен екстравагантен човек, който се интересува от много неща, безполезни за повечето други хора и който е в състояние да открие онова, за което те дори не подозират, прелестен скептик, който приема насериозно само света на собствените си чувства, своята психологическа стойност: ето това е горе-долу Гуидо Гоцано, поет с навярно скромно крило, но и толкова грациозен, толкова деликатен, толкова нов и завладяващ!...Той е добър и простоват в собствената си пакостлива ирония... Гоцано чувства с истинска оригиналност и знае как с несравнима грация да придаде смисъл на поезията на старомодните предмети, на леко жалостивата и носталгична усмивка, в която ни вдъхновява древната елегантност, превърнала се в тромавост, отпечатъците на една отминала епоха, за която вярваме, че сме щели да бъдем щастливи. В стар семеен албум поетът е открил избледнял дагеротип – снимка на младо момиче на възрастта на баба му с подписа Карлота и датата 1850 г.: | “ |

| „ | Карлота! Неизящно, но сладко име! Ти, която подобно на есенциите възкресяваш дилижанса, шала, кринолините... Приятелко на баба, познавам лехите, където четеше за печалните дела на Якопо [Ортис] в нежната книга на Фосколо. Гледам те в албума с такава тъга, където от твоята ръка [стои] датата 28 юни 1850. Стоиш омагьосана в [религиозно] песнопение: с поглед към дълбокото небе и с показалец на устните, според романтичната нагласа. В този ден – о, меланхолия! – бе облечена в червена рокля за да ти направят снимка (нещо съвсем ново!) Но не те виждам жива, о приятелко на баба! Къде си ти, о ти единствена, която навярно бих могъл да обичам, обичам с любов? Из „Приятелката на баба Надежда“ | “ |

| „ | ...Сравняват Гоцано вместо с Чивинини с Франсис Жам – поета на Ортез, много нежен певец на интимността на старите провинциални къщи, изтънчен медиум, който се изповядва шепнешком. Но Франсис Жам е мистик, ведра и благочестива душа, невинен дух, който в сянката на малката си селска църквичка, „обитавана от листа“,... възхвалява Създателя и създанията. Гуидо Гоцано, от друга страна, „не вярва в твърде човешката приказка за Бога [Из „Неграмотният“, L'Analfabeta] | “ |

В статията си „Пролет на поезията“ в миланския вестник „Кориере дела Сера“ от 10 юни италианският литературен критик и поет Франческо Пастонки се връща към влиянието на съвременните френски поети и в частност на Франсис Жам. Той е ентусиазиран от стихотворението „Пътят на убежището“, което дава заглавието на цялата стихосбирка:
| „ | Каква лека неопределеност на фантазията има в него! Каква сладка загадка от звуци!... Цялата личност на Гоцано се доказва в това стихотворение, което само по себе си би било достатъчно, за да го определи. В крайна сметка той е човек, недоволен от живота: един вид вътрешна слабост, интимно недоволство го кара да мисли за „огромната суета на Цялото“. Но той не се спира на тази мисъл: по-добре е да се примириш, даже е по-добре наистина да се забавляваш с красиви фантазии: и ето ги да избуяват деликатни изображения и да струят леки остроумни изблици. Меланхоличният мотив се завръща на моменти, завръща се като рефрен, който се чува, а не се слуша и самозалъгва. Поезията на Гоцано се радва на тези повторения и знае как да запази у тях чистата елегантност.... | “ |

Рецензията на авторитетния критик Джузепе Гаргано в литературното списание Il Marzocco от 30 юни не е отрицателна, но не храни илюзии. Критикът отбелязва, че
| „ | фина ирония, скромна и остроумна философия, виещи се по страниците на книгата, известно умение за включване на образите и ефектите в кратка картина, всъщност загатват за отличен опит. Наистина има нещо, което не спада към обичайните пътища на днешната поезия, но липсва младежка свежест и прозира съзнателното намерение за желание да бъдеш новост. И все пак тук-таме се чувства ехото на „Горските рими“ на Артуро Граф или на някое и друго стихотворение от последното превъплъщение на Доменико Ньоли; това е книга с нова интонация, но с леко стар ефект. | “ |

Говорейки за „Приятелката на баба Надежда“, Гаргано открива
| „ | изброявания на предмети, на факти: но аз не усещам живота, онзи именно живот... В останалите стихотворения от книгата има и други мотиви, и те също са с малко стар стил, малко закъснял романтизъм, лишен от декламиране: накратко, нещо от Емилио Прага и Виторио Бетелони. Творецът безспорно е майстор, но не е моментът да говорим за нова изгряваща звезда. | “ |

### Болест
Удовлетворението от успеха на Гоцано е нарушено от диагнозата за белодробна лезия на десния бял дроб през април 1907 г., която го тласка към първото му от дълга поредица пътувания с напразната надежда да получи подобрение от по-топлия и морски климат. През април той заминава за няколко дни в Рута (подселище на днешно Камоли), Лигурия, след което отива в Сан Франческо д'Албаро – местност (днешен квартал на Генуа), която посещава до 1912 г. и където отсяда в хотел Сан Джулиано (Ла Маринета), където присъства на срещата на група млади поети, които сътрудничат на списание „Латински преглед“. В него Гоцано публикува две рецензии, посветени на Марио Вуляно и на Амалия Гулиелминети.
Там той пише композицията „На прага“ с дата 30 май 1907 г., която впоследствие е променена и е включена в стихосбирката му „Беседите“. Той също така пише „В абатството на Сан Джулиано“ и „Лакомничките“, публикувано на 28 юли със заглавието 'Дамите, които ядат сладкиши“ във вестник Gazzetta del Popolo della Domenica.
В края на юни се връща в Алие, през август е в Черезоле Реале и през есента отново е в Алие. През декември е в Торино при Гулиелминети, а след това от 23 декември отново е в Сан Франческо д'Албаро, за да прекара зимата.

### „Беседите“
След като прекъсва следването си по право през 1908 г., Гоцано се посвещава изцяло на поезията и през 1911 г. публикува най-важната си книга „Беседите“, чиито композиции са разделени според ясен проект на три раздела: „Юношеската грешка“, „На прага“, „Оцелелият“. Успехът на книгата спечелива на Гоцано голям брой заявки за журналистическо сътрудничество с важни списания и вестници като „Ла Стампа“, „Ла Летура“, „Ла Дона“, на чиито страници той публикува поезия и проза през цялата 1911 г.

### Влошаване на болестта и пътешествие до Индия
През 1912 г., когато здравето му се влошава, поетът решава да направи дълго пътешествие до Индия, за да открие по-подходящ климат. Круизът, продължил от 6 февруари до май 1912 г., е в компанията на приятеля му Гароне. Той не му донася така желаното подобрение, но му помага да пише с помощта на въображението си и благодарение на много четене проза, посветена на пътуването. Въпреки това стиховете, написани по време на пътуването, са унищожени по заповед на автора, защото ги счита за неприлични, а от тях са спасени само „Кети“ и „Коледа на връх Адам“. Писмата от Индия са публикувани в торинския вестик „Ла Стампа“, а по-късно са събрани в книга и са публикувани посмъртно през 1917 г. от миланското издателство „Братя Тревес“ със заглавие „Към люлката на света. Писма от Индия (1912 – 1913)“.
През март 1914 г. той публикува във вестник „Ла Стампа“ някои фрагменти от стихотворението „Пеперудите“, нар. още „Ентомологични послания“, останало незавършено. През същата година събира в книгата „Трите талисмана“ шест изящни приказки, написани за първото в Италия списание за комикси „Детски куриер“.
Гоцано често проявява интерес към театъра и кинематографията, и работи върху редуцирането на обема на някои свои новели. През 1911 г. той работи по темата и надписите на научно-документалния филм на режисьора Роберто Оменя „Животът на пеперудите“. В годината на смъртта си – 1916 г. работи върху сценария на филм за Св. Франциск от Асизи, който никога не е заснет.
Гуидо Гоцано умира в Торино на 9 август 1916 г. едва на 32-годишна възраст. Първоначално е погребан в гробището на Община Алие. На 6 септември 1951 г. тленните му останки са преместени в църквата „Св. Гауденций“ в градчето.

## Поетика
Гоцано не заема поза на интелектуалец и пише с иронична безпристрастност своите рими, белязани от усещане за смърт и тъга. В основата на стиховете му стои романтичното му желание за щастие и любов, което скоро се сблъсква с ежедневното присъствие на болестта, любовното разочарование, меланхолията, което води до желанието му за уединение и спокойствие у дома („малките и ведрите неща“).
Поетът Еудженио Монтале високо цени неговите творби и подчертава неговия „сблъсък на величественото с прозаичното, което поражда искри“. Все пак изящните персонажи винаги са представяни и преобразявани чрез финия филтър на иронията – „разстояние“, което Гоцано, за разлика от другите поети на здрача, поддържа и по отношение на радостта от малките неща и от ежедневието.

### Темите на неговата поезия

#### Торино от миналото
Сред съществените теми на поетичния свят на Гоцано е образът на родния му град, на любимия му Торино, към който той постоянно се връща. Торино събира всичките му най-печални спомени и е физическата и човешката среда, в която той се чувства интимен участник със сантименталност и ирония. Освен съвременния нему Торино още по-скъп му е античният и донякъде прашен град, който буди у поета лирически акценти, изпълнени с носталгия.

#### Природата и средата на Канавезе
Друга тема в поезията на Гоцано е близката среда на Канавезе, в която битуват основните образи на пейзажните му съзерцания. Там именно се раждат екстремният лирически мит, превъплътен в света на природата, който по думите му би могъл да му даде „единствената истина, която трябва да се познава“ и последните „хора“ на неговата поезия, „семето на магарешкия бодил, кремъкът, слепокът, лястовицата“, всичките пеперуди от незавършеното му стихотворение, които ще го накарат да преоткрие своята „голяма нежност към живото“, и не на последно място – момъкът, който е „нежен и древен".
Вила „Ил Мелето“ в Алие е лятната резиденция и любимо място за отдих и творчество на твореца. Известната всекидневна на баба Надежда, декорирана в стил Ар нуво, е обезсмъртена в стихотворението на Гоцано „Приятелката на баба Надежда“. Към 2019 г. е възможно да се посети градината и самата вила, вкл. и всекидневната на Нона Сперанца (баба Надежда), трапезарията, кабинетът с библиотеката и спалнята на поета с колекциите му от пеперуди и от сувенири от пътуванията му в Ориента. Близо до вилата има малко езеро и барака, където Гоцано обича да се отбива и да пише.

#### Болестта и смъртта
Влошаването на туберкулозата, която води до смъртта на поета през 1916 г., оставя голям отпечатък върху всичките му стихове и се превръща в лиричен повод, което е видно в стихотворението „На прага“, където присъства и доказателството на рентгенографията:
| „ | „Течност нахлува в гръдния кош, тършувайки, тя тече из повече и по-малко лошото, и безболезнено чертае на фона на жаравата жалките кости и органи, така както светкавица в тъмното очертава профила на гора с най-малка плетеница от клони.“ | “ |

#### Далечните земи
Когато между февруари и април 1912 г. Гоцано заминава за Индия, той съхранява хрониката на своето пътуване, която изразява понякога в страстна и външна форма, понякога в интимна и болезнена форма. Така се раждат „Писма от Индия“, написани между 1912 и 1913 г., публикувани в торинския вестник „Ла Стампа“ през 1914 г. и издадени през 1917 г. от изд. Братя Тревес с предговор от Джузепе Антонио Боргезе.
С тези образи от далечни земи се ражда най-висшата проза на Гоцано, въпреки че неговият поетичен свят остава винаги в собствените му определени и сигурни граници дори пред внушителните образи на непознатите и необичайни хоризонти. Гоцано, описвайки своето преживяване от пътуването, се занимава и с темата за „другото пътуване“ – към смъртта.

## Произведения на Гуидо Гоцано

### Стихосбирки и сборници с разкази, новели и приказки
- Пътят на убежището (La via del rifugio), 1907 г. – стихосбирка
- Беседите (I colloqui), 1911 г. – стихосбирка
- Трите талисмана (I tre talismani), 1914 г. – сборник с приказки за деца
- Към люлката на света. Писма от Индия (Verso la cuna del mondo. Lettere dall'India), 1917 г. – сборник с писма (посмъртно)
- Олтарът на миналото (L'altare del passato), 1917 г. – сборник с разкази (посмъртно)
- Принцесата се омъжва. Приказки (La principessa si sposa. Fiabe), 1918 г. – сборник с приказки (посмъртно)
- Последната следа (L'ultima traccia), 1919 г. – сборник с новели (посмъртно)
- Романтични пролети (Primavere romantiche), 1924 г. – стихосбирка (посмъртно)

### Писма
- Любовни писма на Гуидо Гоцано и Амалия Гулиелминети (Lettere d'amore di Guido Gozzano e Amalia Guglielminetti, a cura di S. Asciampreuner, Milano 1951)
- Писма до Карло Валини и други непубликувани творби (Lettere a Carlo Vallini con altri inediti, a cura di G. Di Rienzo, Torino 1971)
- Юношески писма до Еторе Кола (Lettere dell'adolescenza a Ettore Colla, Alessandria, Edizioni dell'Orso, 1993).

### Други издания
- Засятата монета и други съчинения (La moneta seminata e altri scritti, con un saggio di varianti e una scelta di documenti, a cura di F. Antonicelli, Milano 1968)
- Всички стихотворения (Tutte le poesie, testo critico e note a cura di Andrea Rocca, introduzione di Marziano Guglielminetti, Milano, A. Mondadori, 1980; nuova edizione, 2016, ISBN 978-88-04-66065-1)
- Сандалите на богинята. Всички новели (I Sandali Della Diva. Tutte Le Novelle, a cura di G. Nuvoli, Serra e Riva, 1983)
- Приказки и къси новели (Fiabe e novelline, scelta delle fiabe e nota critica: Carmine De Luca, disegni: Anna Keen, edizione riservata ai lettori de L'Unità – Supplemento al n. 181 del 31 юли 1996, Roma – L'Unità, Torino – Einaudi; nuova edizione Sellerio Editore, 2013)
- Св. Франциск от Асизи (San Francesco d'Assisi, a cura di M. Masoero, Alessandria, Edizioni dell'Orso, 1997)
- Към върха на света. Писма от Индия (Verso la cuna del mondo. Lettere dall'India, a cura di Flaminio Di Biagi, postfazione di Giorgio Bàrberi Squarotti, Trento, La Finestra editrice, 2005 (Prima edizione integrale)
- Коледа в Цейлон и други индийски разкази (Un Natale a Ceylon e altri racconti indiani, Garzanti, 2005)
- Към люлката на света (Verso la cuna del mondo, a cura di Vincenzo Gueglio, Milano, Greco & Greco, 2007, ISBN 978-88-7980-433-2)
- Поезии и проза (Poesie e prose, Feltrinelli; 4 edizione 2017).

### Киносценарии
- Животът на пеперудите (La vita delle farfalle), документален филм, 1911 г.
- Св. Франциск от Асизи (San Francesco d'Assisi), незаснет биографичен филм, 1916 г.